# Angele Tomo
Angele Tomo (ur. 11 kwietnia 1989) – kameruńska zapaśniczka walcząca w stylu wolnym. Mistrzyni Afryki w 2013 i wicemistrzyni w 2014. Srebrna medalistka igrzysk wspólnoty narodów w 2014 roku.